# Diabo Coxo

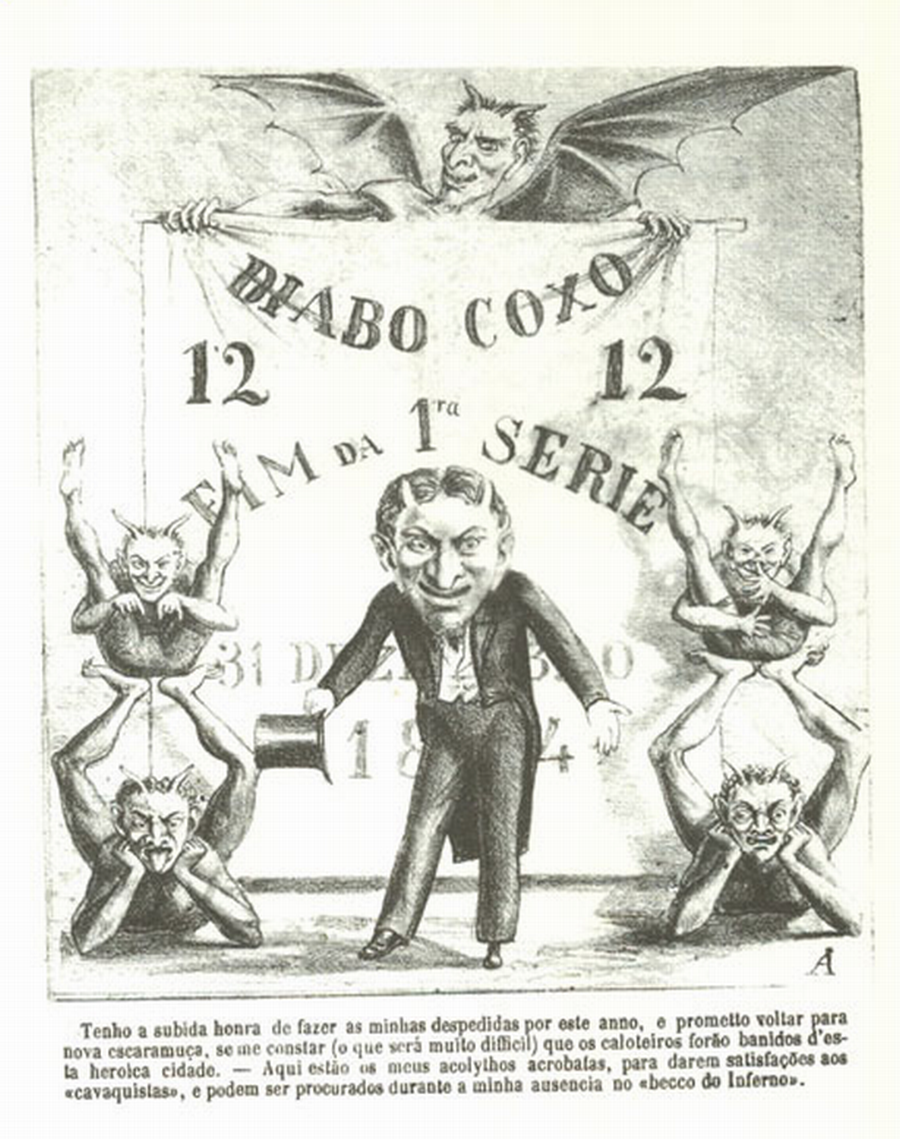
Frontispício da edição de dezembro de 1864

Diabo Coxo é um jornal humorístico ilustrado, o primeiro do gênero da cidade de São Paulo, fundado por Angelo Agostini e Luís Gama em 1864.
O nome lembra dois livros editados na Europa nos séculos anteriores, e bastante conhecidas: El Diablo Cojuelo, do espanhol Luís Vélez de Guevara, do século XVII, e Le Diable Boiteux, de Alain-René Lesage, na França do século XVIII.
Esta publicação durou até o ano seguinte, e marcou o início da produção do caricaturista Agostini no Brasil. Em 2005 a Academia Paulista de História em parceria com a EDUSP (Editora da Universidade de São Paulo) publicaram, em fac-símile, a obra Diabo Coxo: São Paulo, 1864-1865: edição facsimilar, que reproduz o periódico.